# كنوت بويي
كنوت بويي (بالنرويجية البوكمول: Knut Boye)‏ هو اقتصادي نرويجي، ولد في 12 يناير 1937 في آرندال في النرويج، وتوفي في 21 يوليو 2008 بسبب سرطان.